# IOS 7
iOS 7 — операційна система, розроблена компанією Apple. Є сьомою версією iOS, ОС для мобільних пристроїв Apple. Дана операційна система була представлена компанією на WWDC 10 червня 2013 року. Реліз відбувся 18 вересня 2013 року. Система включає в себе перероблений інтерфейс користувача, а також ряд поліпшень функціональності. Дизайн iOS 7 був розроблений під керівництвом Джонатана Айва, старшого віце-президента корпорації Apple з промислового дизайну.

## Про ОС
iOS 7 була представлена 10 червня 2013 року, під час відкриття WWDC 2013. Apple називає операційну систему «найбільшою зміною iOS після виходу оригінального iPhone». Найбільш помітною зміною є кардинально перероблений інтерфейс. У рекламному ролику, показаному під час основної презентації, Джонатан Айв описав оновлення як «внесення порядку в заплутаність», підкреслюючи такі особливості: вишукані тонкі шрифти, прозорість, шари та нові іконки, дизайн яких не повторює реальні предмети, оскільки їх призначення зрозуміло інтуїтивно. Дизайн iOS 7 і OS X Mavericks (представленої в цей же день) містять значно менше елементів скевоморфізму (таких як зелений стіл в Game Center, дерев'яна текстура в додатку iBooks).

## Нові можливості
- Центр керування: додано можливість доступу за допомогою жесту вгору в нижній частині екрана; надає швидкий доступ до авіарежиму, яскравості, управління мультимедіа, AirPlay, AirDrop, ліхтарика, компаса, калькулятора та камери;
- Багатозадачність: додано абсолютно для всіх аплікацій; забезпечена можливість оновлення аплікацій у фоновому режимі;
- Safari: став доступний «розумного» пошук, вперше представлений у Safari 6 для OS X Mountain Lion; додано батьківський контроль, поліпшений обмін посиланнями в Twitter та «Список для читання»;
- AirDrop: додано можливість обміну файлами (фотографіями, відео, контактами та ін.) із іншими користувачами iOS-пристроїв.
- Камера: додано новий інтерфейс, в якому доступні 4 режими: звичайні фото, квадратні фото, панорами та відео; додано можливість застосувати 1 із 9 фільтрів;
- Фотографії: аплікація сортує дані по даті, місцю та часу зйомки, підтримує завантаження відео у фотопотік (представлений в iOS 5);
- Siri: змінено інтерфейс; додано опцію вибору між чоловічим та жіночим голосом; поліпшено інтеграцію із Твіттером, Вікіпедією та пошуковою системою Bing; додано можливість керувати системними налаштуваннями із допомогою голосових команд;
- Car Play: додано можливість використання Siri для керування навігацією, телефоном, музикою та iMessage (доступно в iOS 7.1);
- App Store: додано пошук по вікових групах, «Поруч зі мною», а також автоматичне оновлення додатків;
- Музика і iTunes Radio: у додаток Музика вбудовано iTunes Radio (сервіс потокового відтворення музики, на зразок Spotify)
- Інші зміни: FaceTime Audio, багатосторінкові папки, чорний список контактів, нові можливості у Find My iPhone.[3]